# 1099
1099 (MXCIX) je bilo navadno leto, ki se je po julijanskem koledarju začelo na soboto.

## Dogodki

### Prva križarska vojna(1095-99): zavzetje Jeruzalema
- januar - Križarji se v nekoliko okrnjeni zasedbi odpravijo naprej proti Jeruzalemu. Hugo Vermandoiški in Štefan Bloiški sta dezertirala, Bohemond Tarantski in Baldvin Bouillonski že imata vsak svoja fevda. Če prištejemo še žrtve bolezni, bojev in lakote, se številčnost giblje med tretjino in polovico vojske pred odhodom izpred Konstantinopla pred štirimi leti.
- april - Nenehna prerekanja okoli pristnosti Svete sulice prekine njen "odkritelj" Peter Bartolomej, ki pristane na preizkus z ognjem. V preizkusu je hudo opečen in štirinajst dni kasneje umre.
- april, maj - Rajmondov poskus obleganja obalne Arqe, brez uspeha.
- 7. junij - Križarji pridejo pred obzidje Jeruzalema, mesto je na križarje dobro pripravljeno. Večina vodnjakov okoli mesta je zastrupljenih in križarji začno trpeti pomanjkanje hrane in vode.
- 13. junij - Po več spodletelih napadih na Jeruzalem v pristanišče Jafa priplujeta genovski ladji z živežem in orodjem za gradnjo oblegovalnih naprav.
- 8. julij - "Procesija sestradanih" okoli jeruzalemskega obzidja. Z juga se odpravi iz Egipta fatimidska vojska, ki gre na pomoč oblegancem v Jeruzalemu.
- 15. julij - Zavzetje Jeruzalema po izjemno težavnem obleganju. Križarji v bojnem srdu pomorijo večino prebivalcev, muslimanske in krščanske kronike so si enotne v izjemnih razsežnostih pokola.
  - Po osvojitvi mesta se je nekaj sto muslimanov zateklo v varstvo Tankreda in vikonta Gastona IV., ki sta jim zagotovila zaščito. Ostali križarji so naslednji dan poklali tudi te.
- julij - Med zavzemanjem Jeruzalema flota beneške mornarice, ki jo je v Sveto deželo poslal na pomoč beneški dož Vitale I Michiel, pri Rodosu porazi fatimidsko floto in vzpostavi neovirano plovno pot do Palestine.
- 22. julij - Ustanovljena je Kraljevina Jeruzalem. Njen prvi vladar Godfrej Bouillonski prevzame naziv "Varuh Božjega groba".
- 1. avgust - Za jeruzalemskega patriarha je izbran Arnulf Chocqueški.
- 5. avgust - Križarji dobijo po poizvedovanju preko preživelih v posest relikvijo Pravega križa.
- 12. avgust - Bitka pri Askalonu: križarji s hitrim protinapadom presenetijo in porazijo mnogo številčnejšo fatimidsko vojsko. Kljub zmagi zaradi notranjih nesoglasij  ne zavzamejo bližnjega utrjenega mesta Askalon, ki je kasneje v nadaljevanju križarskih vojn izhodišče za vpade v Kraljevino Jeruzalem.
  - Po zmagi pri Askalonu se večina križarjev vrne nazaj domov v Evropo z nalogo, da pridobijo nove romarje, ki bi ostali v Sveti deželi. Novi papež Pashal II.  sprejme novico o zavzetju Jeruzalema sprva nezaupljivo.

- Ustanovitev viteškega reda Svetega Janeza[1], ki je na splošno skrbel za bolnike med križarji in romarji, ter manjšega redu Svetega Lazarja, ki je skrbel za gobave križarje in romarje. Oba reda se sčasoma institucionalizirata v mednarodni organizaciji.

### Ostalo
- 6. januar - Henrik V. Nemški, sin Henrika IV. postane nemški sokralj.
- 29. julij - Po smrti papeža Urbana II. je za papeža izvoljen Pashal II.↓
- 14. avgust → Za papeža je posvečen Pashal II., 160. po seznamu. Protipapež v cesarskem taboru je še vedno Klemen III.

## Rojstva
- Jurij Dolgoroki, veliki kijevski knez († 1157)
- Olaf Magnusson, norveški kralj († 1115)
- Oton II., moravski vojvoda († 1126)
- Rajmond  Poitierski, antiohijski knez († 1149)
- Ranulf de Gernon, angleški plemič, 4. grof Chester († 1153)
- Thierry Alzacijski, flandrijski grof, križar († 1168)
- Viljem X., akvitanski vojvoda († 1137)

## Smrti
- 20. april - Peter Bartolomej, francoski križar in mistik
- 10. julij - El Cid, kastilski vojskovodja, protagonist istoimenskega epa (* 1043)
- 29. julij - papež Urban II. (* 1042)
- Donald III., škotski kralj (* 1033)